# Особый отдел департамента полиции МВД Российской империи
Особый отдел Департамента полиции — подразделение Департамента полиции министерства внутренних дел Российской империи, существовавшее в 1898—1917 годах, основной задачей которого было осуществление политического сыска. Иногда этот отдел называли «мозгом» и «сердцем» Департамента полиции.

## История создания
С 1881 года в составе 3-го делопроизводства Департамента полиции существовало подразделение под названием «особый отдел», которое занималось вопросами политического сыска, включая разработку секретных сведений, перлюстрацию писем. По инициативе директора Департамента полиции С. Э. Зволянского с 1 января 1898 года Особый отдел был выделен из состава Департамента в самостоятельное подразделение, подчинявшееся непосредственно директору Департамента.
Основные функции Особого отдела при его выделении в самостоятельное подразделение были уточнены и расширены, и включали в себя:
- Заведование внутренней и заграничной агентурой;
- Негласное наблюдение за корреспонденцией частных лиц, обращающих на себя внимание правительства;
- Организацию надзора за политическими настроениями учащейся молодежи;
- Распоряжения по надзору за политическими настроениями рабочих;
- Организацию розыска лиц по политическим вопросам;
- Регистрацию и хранение изданий нелегальной прессы;
- Рассмотрение поступающих в Департамент вещественных доказательств по дознаниям для выемки из них книг, брошюр, газет, воззваний, отпечатанных в России и за границей;
- Составление сборников прокламаций, общего каталога революционных изданий, хранившихся в библиотеке Департамента;
- Разбор (дешифровку) поступающих в Департамент шифрованных документов[1].

В ведении Особого отдела также находились коллекция фотографий революционеров (порядка 20 тысяч снимков) и именная картотека на 55 тысяч человек.

## Деятельность
Первоначально штат Особого отдела насчитывал 13 человек, из которых 8 были канцелярскими служащими, а 4 — помощниками заведующего отделом, в 1899 году — 15 человек, в 1900 и 1901 прибавилось ещё 2 канцелярских служащих.
Уже первый заведующий Особым отделом Л. А. Ратаев осуществил реорганизацию отдела, выделив в нём 4 подразделения («стола»):
- дешифровальный (ведал дешифровкой как служебной, так и перехваченной переписки революционеров)
- руководства заграничной агентурой
- наблюдение за высшими учебными заведениями
- делопроизводство по розыску и наружному наблюдению.

Также при Ратаеве Особый отдел стал давать задания «летучему отряду» филёров.
В дальнейшем организационная структура Особого отдела неоднократно менялась. Так, С. В. Зубатов создал в структуре отдела ещё 2 «стола»: по охранным отделениям и филерской службе. К январю 1905 года, когда Особый отдел возглавлял Н. А. Макаров, структура отдела включала 4 отделения:1-е (наружное наблюдение, дешифровка, переводы иностранных текстов, фотодело), 2-е (розыск, связи с заграничной агентурой и органами полиции других стран), 3-е (высшие учебные заведения, библиотека нелегальной литературы, обобщающие доклады по деятельности отдела), 4-е (борьба с государственными изменами и военным шпионажем). После ухода Макарова в отставку из-за конфликта с вице-директором Департамента полиции Рачковским Особый отдел был разделён на 2 подразделения: Особый отдел «А» (заграничная и внутренняя агентура, партии, армия, розыск, дешифровка и фотодело, доклады) и Особый отдел «Б» (профсоюзы, рабочие, крестьянские и студенческие волнения).
В 1907 году, при руководстве А. Т. Васильева, Особый отдел «Б» был реорганизован в 7-е делопроизводство Департамента полиции, а Особый отдел «А» оставлен в качестве собственно Особого отдела, включавшего 4 отделения:1-е (розыск, дешифровка, химическая и фотографическая части, перлюстрация), 2-е (эсеры и анархисты), 3-е (РСДРП, Бунд и другие социал-демократические организации), 4-е (служащие железных дорог, почтово-телеграфного ведомства, польские социалисты, и национальные партии, кроме социал-демократических).
В 1910 году, по инициативе тогдашнего руководителя Особого отдела А. М. Ерёмина было создано новое подразделение — агентурный отдел, в котором сосредотачивалась вся работа с секретной агентурой Департамента полиции, включая разработку секретных материалов о личном составе секретной агентуры, денежную отчётность по агентуре, зашифровку служебных телеграмм, а также дела об отдельных лицах, за которыми велось особо секретное наблюдение. Одновременно вводилась должность заведующего центральной агентурой. Необходимость создания специального агентурного отдела стала очевидной после утечки информации из Департамента полиции, которая привела к разоблачению целого ряда секретных сотрудников, а также скандала с разоблачением Азефа в 1908 году.
Порядок организации негласной охраны филёрами и чинами охраны регламентировался циркуляром Департамента полиции по Особому отделу от 2 июня 1911 года № 117860.
В 1914 году по предложению директора Департамента полиции С. П. Белецкого Особый отдел был переименован в 9-е делопроизводство, которое в 1915 году было объединено с 6-м делопроизводством. В сентябре 1916 года Особый отдел был восстановлен под прежним названием.
К началу 1917 года структура Особого отдела насчитывала 8 отделений:1-е (контрразведка и охрана императорской фамилии), 2-е (эсеры), 3-е (социал-демократы),4-е
(кадеты и национальные партии), 5-е (дешифровка и перлюстрация), 6-е (кадры), 7-е (наружное наблюдение), секретное (секретная агентура); общая численность сотрудников отдела превышала 100 человек.
После февральской революции 1917 года Особый отдел был ликвидирован вместе с Департаментом полиции и всей государственной машиной императорской России.

## Руководители
Заведующие Особым отделом Департамента полиции:
- январь 1898 — сентябрь 1902 — Ратаев Л. А.
- сентябрь — октябрь 1902 — Зиберт (и. о.)
- октябрь 1902 — август 1903 — Зубатов С. В.
- август — октябрь 1903 — Сазонов Я. Г. (и. о.)
- октябрь 1903 — июль 1905 — Макаров Н. А.
- август — декабрь 1905 — Тимофеев А. Н. (и. о.)
- январь — февраль 1906 — Макаров Н. А.
- июль 1906 — июнь 1908 — Васильев А. Т.
- июнь 1908 — декабрь 1909 — Климович Е. К.
- январь 1910 — июнь 1913 — Ерёмин А. М.
- июль 1913 — декабрь 1916 — Броецкий М. Е.
- январь — февраль 1917 — Васильев И. П.